# Emelt fővel (film, 2004)
Az Emelt fővel (eredeti címe: Walking Tall) 2004-es amerikai akciófilm, amelyet Kevin Bray rendezett. A film az azonos című 1973-as film remake-je. A főbb szerepekben Dwayne Johnson és Johnny Knoxville látható.

## Cselekmény
Chris Vaughn őrmester leszerel az amerikai hadseregtől és nyolc év után visszatér Kitsap megyei szülővárosába. Chris a helyi fűrészmalomban keresne munkát, de azt tulajdonosa, Jay Hamilton (Chris gyerekkori barátja) három évvel korábban bezárta – ezután kaszinót nyitott, ami a városka fő bevételi forrása lett. Hamilton VIP vendégként meghívja Christ a kaszinójába. Chris itt találkozik egy régi barátjával, az immár sztriptíztáncosnőként dolgozó Denivel. Az egyik kaszinójátéknál a férfi észreveszi az osztó által cinkelt dobókockával elkövetett csalást és felhívja rá a többi játékos figyelmét. Amikor a csalás tudatában új fogadást tesz és nyer, nem hajlandók kifizetni, ezért Chris verekedést kezdeményez. Bár összeveri a biztonsági őrök többségét, mégis alulmarad ellenük. A kaszinó pincéjében Hamilton biztonsági főnöke, Booth egy tapétavágóval összevagdossa a volt katona felsőtestét és egy út mellett kidobva sorsára hagyja.
Felépülése után Chris fel akarja jelenteni támadóit, de Stan Watkins seriff erre nem hajlandó, mert a kaszinó érinthetetlen területnek számít. Unokaöccse, Pete túladagolja magát kristálymettel és Chris a fiú barátaitól megtudja: a kaszinó biztonsági őreitől szerezték a drogot. Dühében egy fagerendát fegyverként használva betör a kaszinóba, szétverve a berendezést és az őröket is. A seriff és emberei letartóztatják, a bírósági per során pedig a kaszinó összes dolgozója ellene vall. Chris kirúgja védőügyvédjét (mert úgy sejti, az Hamiltonnak dolgozik) és önmaga védelmére vállalkozik. Beszédet intéz az egybegyűlteknek és arra kéri őket, járjanak ismét emelt fővel, mint a régi időkben. Jelöltetni akarja magát seriffnek és megígéri, győzelme esetén megtisztítja a várost a bűnözéstől. Szavait alátámasztására felfedi a testét borító hegeket is. A bíróság felmenti a vádak alól és Christ hamarosan megválasztják seriffnek.
A hivatala átvétele után azonnal kirúgja az összes rendőrt és kinevezi helyettesének barátját, Ray Templetont. Ray egykori drogfüggő, így hasznos információkkal szolgálhat az új seriff kábítószerellenes hadjáratában. Őrizetbe veszik Bootht és szétszedik az autóját, de nem sikerül vallomásra bírniuk. Chris a családja házába küldi Rayt, vigyázni a szeretteire, amíg ő Booth celláját őrzi. Deni meglátogatja az őrsön, elmondja neki, hogy otthagyta táncosnői állását, majd együtt töltik az éjszakát. Másnap Watkins és volt helyettesei felrobbantják Chris autóját és gépfegyverekkel tűz alá veszik az épületet. Szabadulásáért cserébe Booth elárulja a droglabor helyszínét, ami nem más, mint a bezárt fűrészmalom. A támadók az akció közben agyonlövik saját társukat, Bootht is, de Chris – Dani segítségével – végez velük. Chris szüleinek házába is fegyveresek érkeznek, itt Ray és Chris apja teszi ártalmatlanná őket.
Chris a fűrészmalomba megy, ahol Hamilton várja. Bár a férfi csapdát állított neki, Chris magával rántja ellenségét és kizuhannak az épületből. A sérült lábú Chris a közeli erdőbe menekül, Hamilton egy fejszével támad rá, de a seriff összeveri és mozgásképtelenné teszi, ezután letartóztatja. A film végén Chris bezáratja a kaszinót és megnyitja a fűrésztelepet.

## Szereplők
| Szerep                          | Színész          | Magyar hang      |
| ------------------------------- | ---------------- | ---------------- |
| Christopher „Chris” Vaughn, Jr. | Dwayne Johnson   | Viczián Ottó     |
| Raymond „Ray” Templeton         | Johnny Knoxville | Czvetkó Sándor   |
| Jay Hamilton                    | Neal McDonough   | Láng Balázs      |
| Stan Watkins seriff             | Michael Bowen    | Sebestyén András |
| Booth                           | Kevin Durand     | Király Attila    |
| Michelle Vaughn                 | Kristen Wilson   | Árkosi Kati      |
| Connie Vaughn                   | Barbara Tarbuck  | Bókai Mária      |
| Pete Vaughn                     | Khleo Thomas     | Gacsal Ádám      |
| Christopher Vaughn Sr.          | John Beasley     | Szalai Imre      |
| egzotikus szépség               | Cobie Smulders   | N/A              |

## Fogadtatás
A film nagyrészt negatív kritikákat kapott. A Rotten Tomatoes oldalán 4.5 pontot szerzett a tízből, 136 kritika alapján. 
A Metacritic oldalán 44 pontot ért el a film, 31 kritika alapján.
A film 57 millió dollárt hozott a pénztáraknál világszerte, 46 millió dolláros költségvetéssel szemben.

## Kapcsolódó filmek
A filmnek két DVD-filmes folytatása készült, mindkettő 2007-ben: Emelt fővel: Visszavágó és Emelt fővel: Magányos igazságszolgáltatás. Az új főszereplő Kevin Sorbo lett, Johnson és Knoxville nem tértek vissza a folytatásokban.